# Flugplatz Krems-Langenlois
Flugplatz Krems-Langenlois är en allmänflygplats i Österrike.   Den ligger i staden Krems an der Donau i förbundslandet Niederösterreich, i den nordöstra delen av landet, 60 km väster om huvudstaden Wien. Krems-Langenlois Airport ligger 312 meter över havet.